# شهرستان تورینسکی
شهرستان تورینسکی (به لاتین: Turinsky District) یک شهرستان در روسیه است که در استان سوردلوفسک واقع شده‌است.